# جمعية الصليب الأحمر في زيمبابوي
جمعية الصليب الأحمر في زيمبابوي (بالإنجليزية:Zimbabwe Red Cross Society) ، تقع مقرها الرئيسي في العاصمة هراري، أسست سنة 1981م.